# Sauvat
Sauvat (okzitanisch gleichlautend) ist eine französische Gemeinde mit 217 Einwohnern (Stand: 1. Januar 2022) im Département Cantal in der Region Auvergne-Rhône-Alpes; sie gehört zum Arrondissement Mauriac und zum Kanton Ydes.

## Geographie
Sauvat liegt in den nordwestlichen Ausläufern des Monts-du-Cantal-Massivs, etwa 43 Kilometer nördlich von Aurillac. Umgeben wird Sauvat von den Nachbargemeinden Ydes im Norden, Saignes im Nordosten, Le Monteil im Osten, Auzers im Süden, Méallet im Südwesten sowie Bassignac im Westen.

## Bevölkerungsentwicklung
| Jahr                       | 1962 | 1968 | 1975 | 1982 | 1990 | 1999 | 2008 | 2019 |
| Einwohner                  | 303  | 309  | 236  | 233  | 215  | 190  | 191  | 214  |
| Quellen: Cassini und INSEE |      |      |      |      |      |      |      |      |

## Sehenswürdigkeiten
- Kirche Saint-Martin aus dem 12. Jahrhundert, Monument historique seit 1968
- Turm von Chavagnac aus dem Jahr 1443

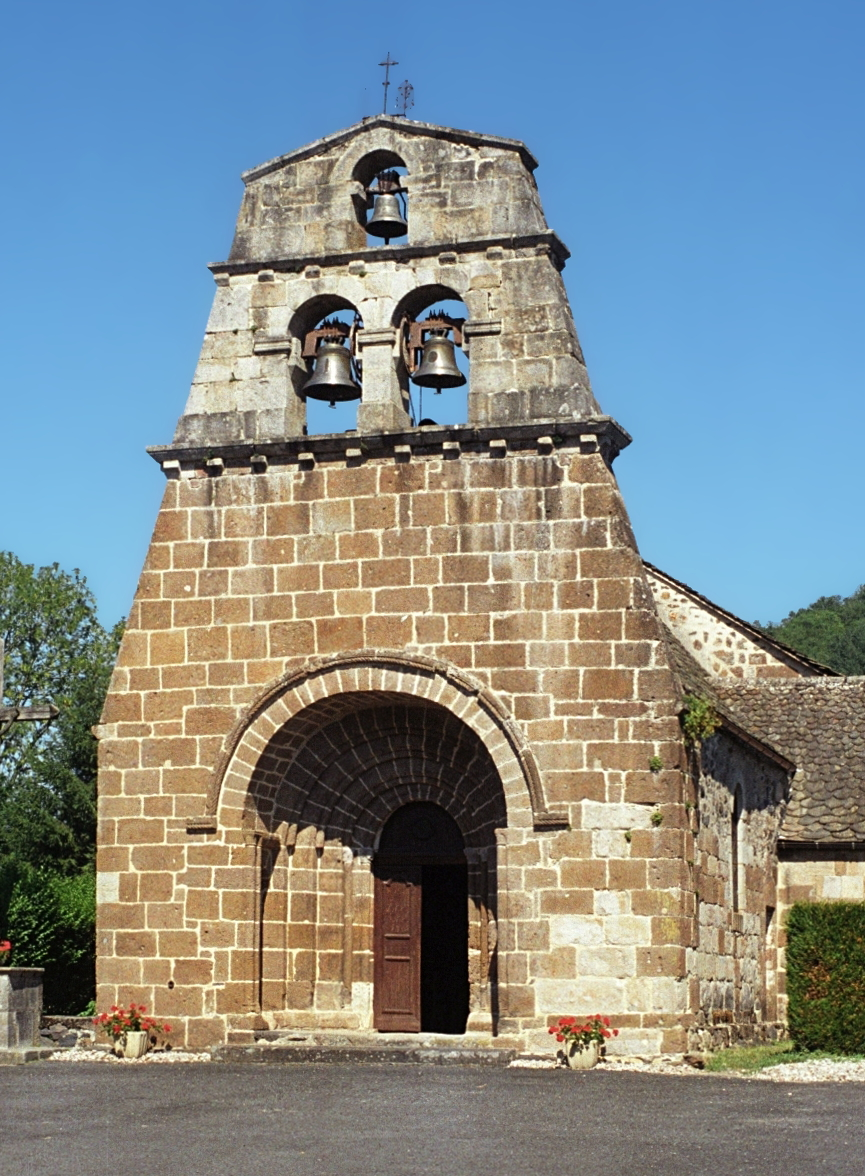
Kirche Saint-Martin
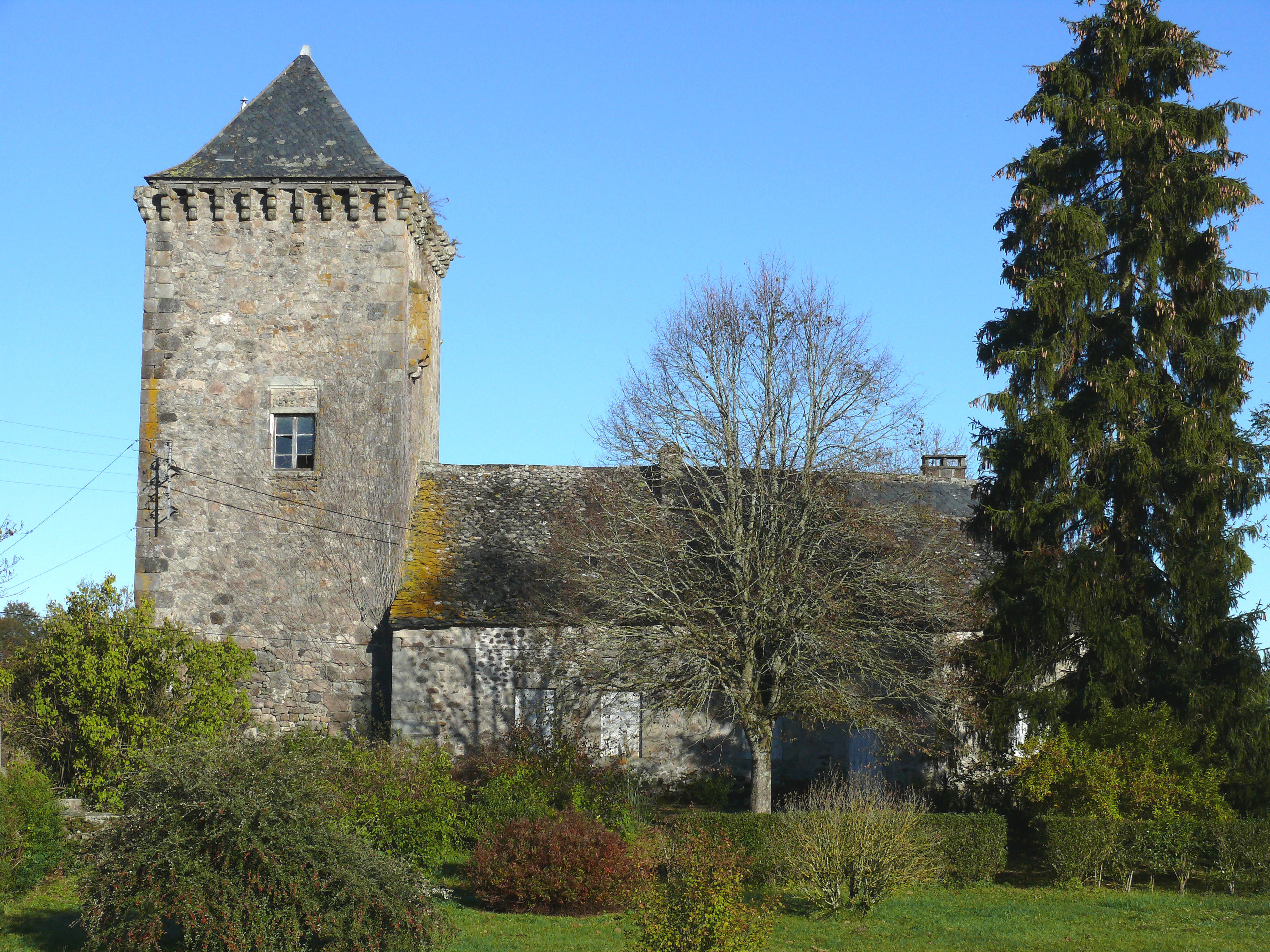
Turm von Chavagnac